# Anton Dachler
Anton Dachler (17. ledna 1841 Biedermannsdorf – 31. října 1921 Vídeň) byl rakouský architekt a stavební inženýr.

## Život
Anton Dachler se narodil v roce 1841 jako syn mlynáře.
V roce 1867 nastoupil u železnice Baros–Pécs, v letech 1886–1888 u SDF (stavební inženýr) a od roku 1889 pracoval jako architekt ve stavební kanceláři Severní dráhy Ferdinandovy (SDF) pod vedením ředitele Viléma Astema. Od roku 1892 byl ředitelem stavebního odboru SDF.
Jako první navrhoval normalizované objekty (výpravní budovy, vodárny, výtopny a další) nejprve pro Dráhu moravskoslezských měst (Kojetín – Bílsko (nyní Bílsko-Bělá)). Tyto objekty našly uplatnění nejen na lokálních drahách, které stavěla společnost SDF, ale i na hlavní trati z Vídně do Bochně. V plánové dokumentaci byly typové stavby označeny jako „Normalplan“. Pro danou stanici byl pak vybrán objekt, který vyhovoval místním podmínkám. Stavby byly realizovány jednotně z režného zdiva. Použité režné zdivo bylo monochromní nebo kombinovalo odstíny světlých a tmavých vystupujících prvků a ploch v barvě červené, oranžové nebo žlutobílé. Podle místních podmínek byly uplatňovány i kamenné prvky v podobě šambrán, záklenků, parapetů atd. 

### Stavby
- výpravní budova Český Těšín (železniční stanice) projekt z roku 1888.[2]
- nová výpravní budova z roku 1887 ve Frýdku-Místku [3] a další pozemní stavby[p. 2] (vodárna se dvěma kruhovými nádržemi[p. 3], výtopna a další).
- výpravní budova Bielsko-Biała Główna (Bílsko-Bělá)
- typová stavba výpravní budovy Cieszyn (železniční stanice)
- výpravní budova Jistebník je kulturní památkou České republiky[4]
- výpravní budova Prosenice
- výpravní budova a obytný dům Grygov jsou kulturní památky České republiky[5][6]